# 点腺过路黄
点腺过路黄（学名：Lysimachia hemsleyana）为报春花科珍珠菜属的植物，为中国的特有植物。

## 形态
多年生常绿草本，全株有短柔毛。茎柔而匍匐地面；心脏形叶片对生，中脉明显，两面具有黑褐色粒状腺点；春季开黄色小花，单生于叶腋；球形蒴果。

## 分布
分布于中国大陆的浙江、安徽、陕西、福建、江苏、湖北、江西、湖南、河南、四川等地，生长于海拔1,000米的地区，多生在溪旁、山谷林缘及路边草丛中，目前尚未由人工引种栽培。